# Курбан-ата
Курба́н-ата́ (каз. Құрбан ата) — село у складі Жетисайського району Туркестанської області Казахстану. Входить до складу Казибек-бійського сільського округу.
В радянські часи село називалось Отділення № 3 совхоза Джетисайський, до 1993 року село називалось Ворошиловське, пізніше — Курманата.
Населення — 1972 особи (2021; 2073 у 2009, 2748 у 1999, 3482 у 1989).